# Diocesi di Eupen e Malmedy
La diocesi Eupen e Malmedy (in latino Dioecesis Eupensis et Malmediensis) è una sede soppressa della Chiesa cattolica.

## Territorio

Il territorio del Cantone Orientale.

Il territorio della diocesi era costituito dal Cantone Orientale, che dopo il trattato di Versailles del 1919 era stato trasferito dalla Germania al Belgio come compenso per i danni di guerra. Contestualmente, l'antico territorio fu diviso in tre cantoni: Eupen, Malmedy e Saint-Vith, a maggioranza germanofona.
Sede vescovile era la città di Malmedy, dove fungeva da cattedrale la chiesa dell'antica abbazia di Malmedy, dell'ordine benedettino, dedicata ai Santi Pietro, Paolo e Quirino ed edificata nel corso del Settecento.

## Storia
Dopo il trattato di Versailles, la Santa Sede aveva dato in amministrazione al nunzio apostolico del Belgio Sebastiano Nicotra il territorio di Eupen, Malmedy e Saint-Vith, che in precedenza apparteneva all'arcidiocesi di Colonia.
Il 30 luglio 1921, in virtù della bolla Ecclesiae universae di papa Benedetto XV, fu eretta la diocesi di Eupen e Malmedy, suffraganea dell'arcidiocesi di Malines.
La bolla di erezione stabiliva:
- l'unione aeque principaliter della nuova diocesi con la diocesi di Liegi;
- l'obbligo per i vescovi di Liegi di prendere possesso, secondo le norme canoniche, della nuova sede;
- l'obbligo per i vescovi di Liegi di farsi rappresentare nella diocesi di Eupen e Malmedy da un amministratore o delegato, fatto salvo l'obbligo, stabilito dalle norme canoniche, di risiedere essi stessi per un certo periodo all'anno, nella diocesi;
- la costituzione di una Curia diocesana e di un capitolo di canonici distinti da quelli di Liegi, ma con un unico seminario per entrambe le sedi.

La diocesi ebbe un solo vescovo, Martin-Hubert Rutten, che fece il suo ingresso solenne nella cattedrale di Malmedy l'11 ottobre 1921. Nel settembre precedente l'arcivescovo di Colonia aveva salutato per l'ultima volta i suoi ex fedeli inviando loro un'apposita lettera pastorale.
La diocesi ebbe vita molto breve. Infatti nel 1925 ebbe termine l'amministrazione temporanea del governo belga sul Cantone Orientale, che venne annesso definitivamente dal Belgio. Nello stesso anno anche la diocesi fu soppressa e il suo territorio annesso a quello della diocesi di Liegi.

## Cronotassi dei vescovi
- Martin-Hubert Rutten † (30 luglio 1921 - 15 aprile 1925 dimesso)